# خبقية
خَبَقِيَّة أو كارية (الاسم العلمي: Characeae) هي فصيلة من النباتات الكاريانية تتبع رتبة الكاريات من طائفة الالطحالب الكارية.

## أجناس
- الخبق

- النيتيلا